# Fquih Ben Salah
Fquih Ben Salah (alternativa stavningar Fkih Ben Salah, Fqih Ben Salah) är en stad i Marocko, och är belägen i provinsen Fquih Ben Salah som är en del av regionen Béni Mellal-Khénifra. Staden hade 102 019 invånare vid folkräkningen 2014.